# Čysťakove
Čysťakove (ukrajinsky Чистякове, rusky Чистяково / Čisťakovo, do roku 2016 a podle úřadů DLR dosud Torez, ukrajinsky a rusky Торез) je východoukrajinské průmyslové město v Doněcké oblasti.

## Historie
Sídlo bylo založeno roku 1778 jako malá vesnice mezi řekami Sevosťanivka a Orlova, kde obvykle hledali útočiště uprchlí nevolníci. V roce 1800 získala vesnice jméno Alexejevka. V té době zde žilo 225 lidí.
Od roku 1860 je město centrem těžby černého uhlí. V té době byl také ustanoven nový název Čisťakovo / Čysťakove. Do roku 1909 zde bylo vytěženo asi 77 000 tun uhlí a počet začal s moderní technikou rapidně stoupat.
Roku 1924 mělo Čysťakovo 44 679 obyvatel. Roku 1940 získalo město několik nových obvodů. V roce 1964 bylo město pojmenováno Torez na počest vůdce francouzských komunistů Maurice Thoreze, který tentýž rok zemřel a který tehdejší Rusko několikrát navštívil.
V roce 2016 bylo město přejmenováno zpět na Čysťakove v rámci zákona o dekomunizaci Ukrajiny. Změna ale proběhla jen de iure, neboť město je od roku 2014 pod kontrolou Doněcké lidové republiky.

## Doprava
Přes město vede hlavní silnice z Doněcku do Luhansku, nejvíce autobusových spojů směřuje na Snižne a Šachtarsk. Z železničních spojů po roce 2014 zůstaly jen příměstské do Debalceva a Ilovajsku.

## Galerie

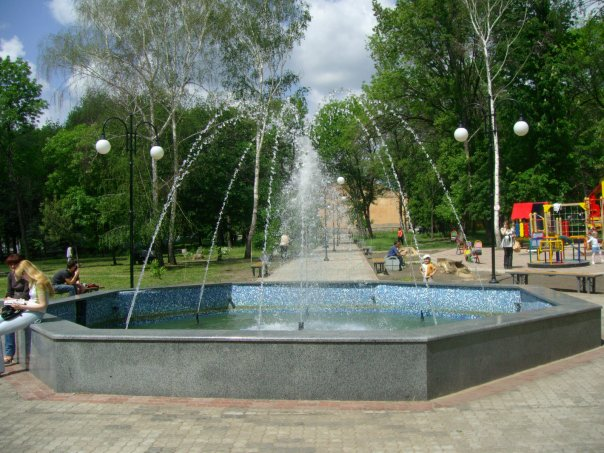
Alej v centru města
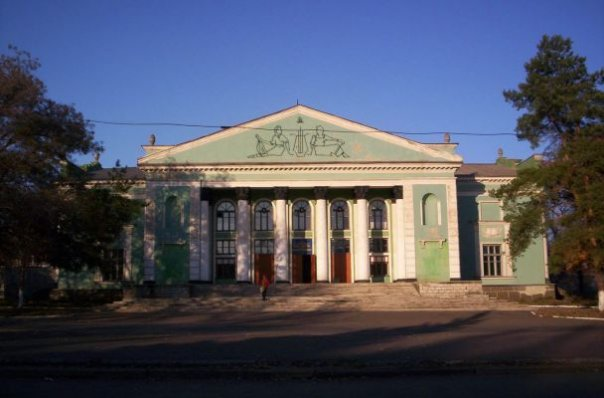
Městské centrum kultury
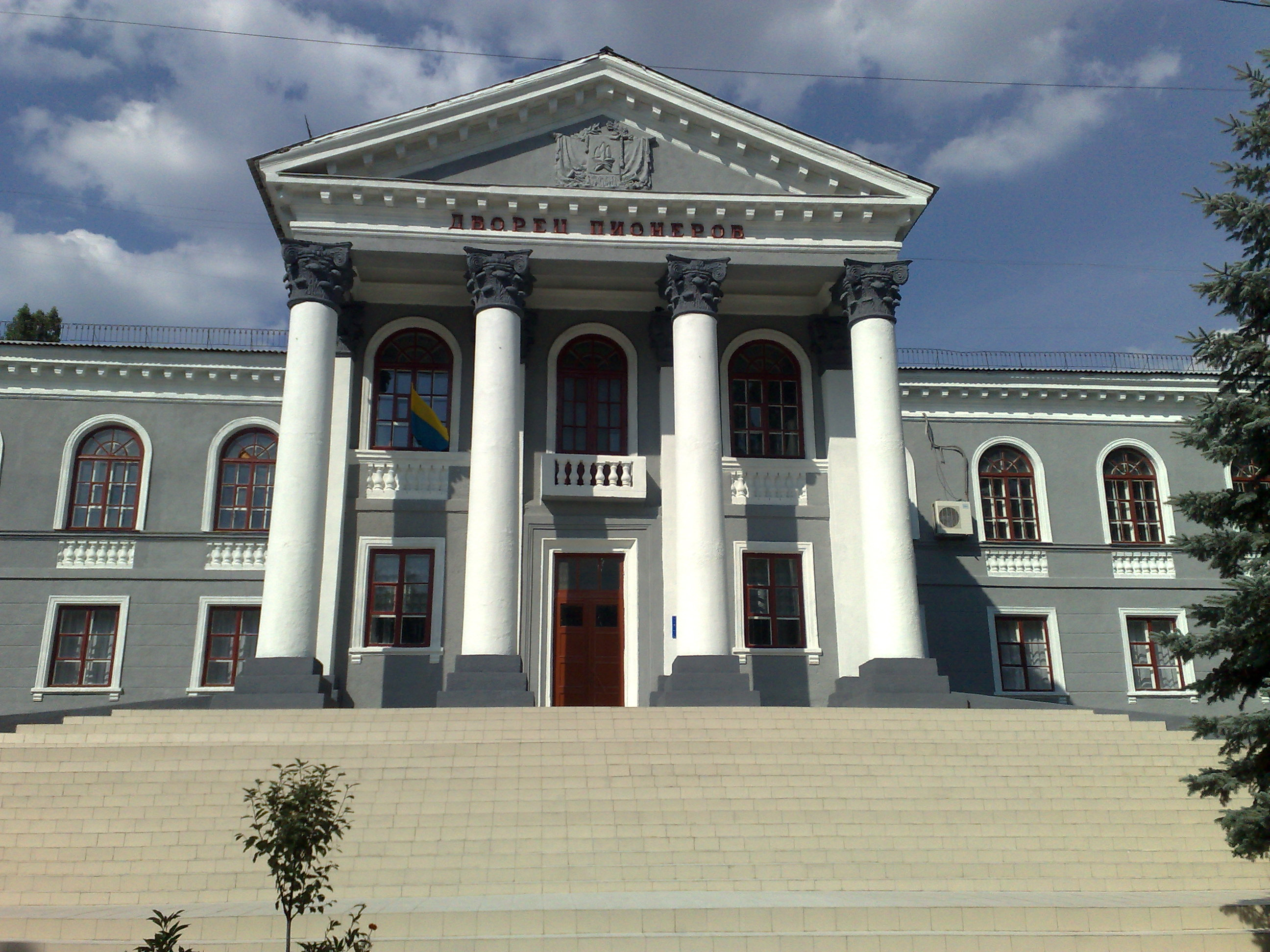
Palác Mladost
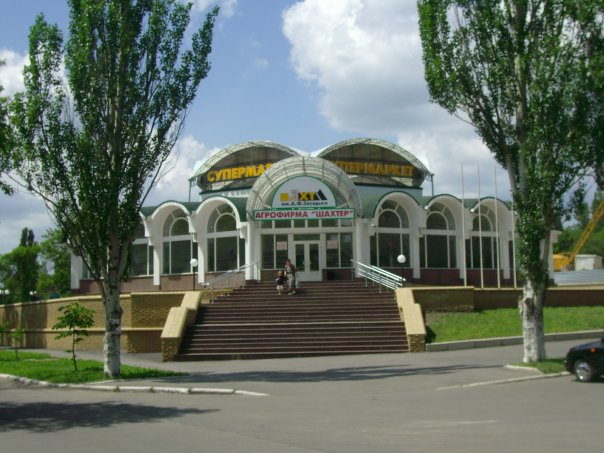
Obchod s nákupním centrem Šachtěr
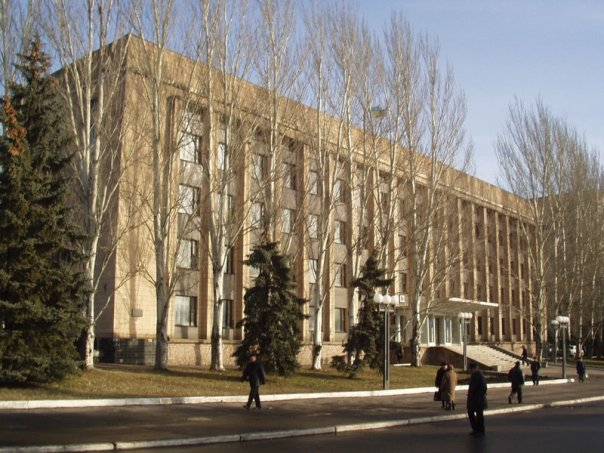
Rada města
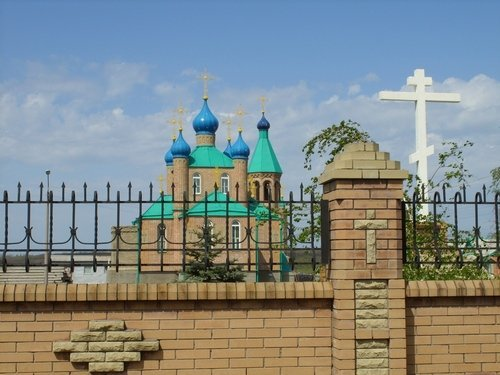
Kostel ikony Panny Marie